# جوزيف أندروز (رواية)
رواية جوزيف أندروز ، أو تاريخ مغامرات جوزيف أندروز وصديقه السيد آبراهام آدامز ، أول رواية كاملة للكاتب الإنجليزي هنري فيلدينغ، وهي أيضا من بين الروايات الأولى في اللغة الإنجليزية، وقد نشرت في عام 1742 وصنفها فيلدينغ علي أنها «قصيدة ملحمية كوميديّة في النثر».
إنها قصة مغامرات الخادم الطيب في طريقه إلى البيت من لندن مع صديقه ومعلمه، أبراهام آدامزالقائد شاره الذهن. تمثل الرواية التقريب بين الجمع بين قيمتين جماليتين  في أدب القرن الثامن عشر ‏: البطولة الوهمية و الكلاسيكية الجديدة (وبالتالي الأرستقراطية) التي انتهجها أدباء العصر الأوغسطي مثل ألكسندر بوب وجوناثان سويفت؛ الشعبية المحلية النثر القصصي من الروائيين مثل دانيال ديفو وصمويل ريتشاردسون.
تعتمد الرواية على مجموعة متنوعة من الإلهامات. وهي تعتبر «تقليدًا لطريقة سيرفانتس، مؤلف دون كيشوت» (انظر صفحة العنوان على اليمين)، وتتميز هذه الرواية بظهور روح الدعابة للتقنيات التي طورها سيرفانتس، وبترتيب موضوعاتها التي ربما اعتمدت علي الترتيب غير المنتظم للأحداث. فهي تنتمي لنوع الكتابة المعروف باسم الرواية الشطارية التي تتميز بالاستطراد وبالشخصيات التي تنتمي إلي الطبقة الفقيرة. تقديرا للأذواق الأدبية والمجازات المتكررة في تلك الفترة، وتعتمد الرواية على الكوميديا السوداء حيث نقرأ عن الزواج الوشيك، والغموض الذي يحيط بالأبوة المجهولة، ولكن بالرغم من ذلك نلحظ مدي غني الرواية بالحروف الفلسفية، والسعة الكلاسيكية والغرض الاجتماعي.

## خلفية
وكان أول مشروع لفيلدينغ في الخيال النثري قد أتى قبل نشركتيب شاميلا بعام، وهو محاكاة زائفة ، واستجابة مباشرة للأخطاء الأسلوبية والنفاق الأخلاقي الذي رآه فيلدنغ في باميلا لريتشاردسون. وتعرف حكاية ريتشاردسون بأنها حكاية رسائلية عن فتاة مخلصة حازمة، مسلحة فقط بـ«الفضيلة»، تقاتل ضد محاولات سيدها لإغواءها، وحققت هذه القصة نجاحا عظيما بين الروايات الأدبية المفعمة بالمشاعر بين عشية وضحاها في عام 1741. وتحمل هذه القصة رسالة أخلاقية ضمنية - وهي أن عفة الفتاة لها قيمة في النهاية كسلعة - فضلا عن صعوبة الشكل الخطابي في التعامل مع الأحداث الجارية، وتفاهة التفاصيل التي يتطلبها، وكانت هذه بعض الأهداف الرئيسية لمحاكاة سيرة فيلدينغ.
سيظل ريتشاردسون هدفا لأول رواية لفيلدينغ، لكن ظاهرة باميلا كانت مجرد مثال واحد على ما اعتبره ثقافة للإساءات الأدبية في منتصف القرن الثامن عشر. تم تعريف كوللي سيبر، وهو الشاعر الحائز على الجائزة وبطل قصيدة دانسياد لبوب، في الفصل الأول من الرواية كمجرم آخر ضد اللياقة والأخلاق والقيمة الأدبية.
الدافع للرواية، كما يدعي فيلدنغ في المقدمة، هو إنشاء نوع من الكتابة «التي لا يتذكر أن أحدا حاول إدخالها حتى الآن في لغتنا»، والمعروفة باسم «قصيدة ملحمية في النثر»: عمل من الخيال النثري، ملحمة في الطول ومجموعة متنوعة من الحوادث والشخصية، في روح افتراضية من هوميروس المفقودة (وربما ملفقة) قصيدة مارجريتس. ينأى بقصصه من الفضيحة والمذكرات الروائية المعاصرة. الكتاب الثالث يصف العمل سيرة ذاتية.
كما يتضح من الفصول القليلة الأولى من الرواية، والتي سُخر فيها من ريتشاردسون وتشيبير بلا رحمة، ان الاصل الحقيقي لرواية  «جوزيف اندروز» هو اعتراض فيلدينغ على القيود الأخلاقية والتقنية للأدب الشعبي في عصره. لكن حين بدأت وانتهت «شاميلا» مكبدة بالتخريب المتواصل من المنافس، استخدم فيلدينغ في«جوزيف اندروز» النقص الملحوظ في الأدب الشعبي كنقطة انطلاق إلى التعبيرعن فلسفته الخاصة في النثر القصصي.

## ملخص الاحداث

### الكتاب الأول
تبدأ الرواية بالراوي اللطيف المتطفل الذي يحدد طبيعة بطلنا. جوزيف اندروز هو شقيق باميلا، وهي بطلة رواية ريتشاردسون «باميلا»،  هو من نفس الاصل الريفي غير المكتمل النسب. في سن العاشرة، وجد نفسه يميل إلى تدريب الحيوانات، فعمل عند السير توماس كمتدرب. كان في إثبات جدارته باعتباره الفارس أنه أول من لفت نظر زوجة السير توماس بوبي والتي وظَفت جوزيف كخادم لها وهو في سن السابعة عشر.
بعد وفاة السير توماس، وجد جوزيف أن عاطفة السيدة بوبي تجاهه قد تضاعفت حيث انها تقدم نفسها له في غرفتها بينما كانا في رحلة إلى لندن. في مشهد مشابه لرفض باميلا  السيد «ب» العديد من المرات في رواية ريتشاردسون، ترى السيدة بوبي أن الالتزام المسيحي ب العفة لدى جوزيف لن يتزعزع قبل الزواج. و بعد معاناة من غضب السيدة الشديد، يرسل جوزيف إلى أخته رسالة  نموذجية لتلك الرسائل التي كانت تعبر باميلا عن آلامها فيها في روايتها. مرة أخرى تستدعي السيدة جوزيف إلى غرفتها في محاولة بائسة لإغرائه قبل فصله من كل من وظيفته ومسكنه.
مع بدء رحلة جوزيف إلى خارج لندن أثناء الليل، يقدم الراوي بطلة الرواية للقارئ، فاني جودويل. هي فتاة فقيرة أمية ذات جمال استثنائي' (I, xi) تعيش الآن مع مزارع قريب من منطقة السيدة بوبي، هي وجوزيف قد كبروا معا وأصبحوا متقربين من بعضهم أكثر مما كانوا عليه في طفولتهم، وقد أوصاهم القسيس المحلي والمعلم إبراهام آدامز بتأجيل الزواج حتى يتمكنوا من الحصول على وسيلة للعيش بشكل مريح.
في طريقه لرؤية فاني، تعرَض جوزيف للسرقة ووضع في حانة قريبة، ولحسن الحظ، حدث ذلك تزامنا مع قدوم ادامز وهو في طريقه إلى لندن لبيع ثلاثة مجلدات من خطبه. وُجد اللص أيضا وأُحضر إلى الحانة (و مع ذلك هرب في وقت لاحق من تلك الليلة), وحصل جوزيف على ممتلكاته مرة أخرى. آدامز وجوزيف التقيا والتحقا ببعضهما البعض، وبالرغم من ضيق حاله، يقدم القسيس لجوزيف آخرنقود معه ليساعده.
بقاء جوزيف وادامز في النزل قد توٌج باكثر الاستطرادات [ الكوميدية التهريجية] والهزلية في الرواية. حيث كانت بيتي، خادمة النزل البالغة من العمر 21 عاما،  معجبة بجوزيف منذ وصوله؛ هذا الإعجاب محكوم عليه بخيبة أمل لا مفر منها  بسبب إخلاص جوزيف لفاني. مالك الحانة السيد توم ووس، طالما كان معجب ببيتي، فإنه أخذ خيبة الامل هذه فرصة للاستفادة منها.  أثناء احتضانه لبيتي، رأته السيدة ووس، والتي لاحقت الخادمة قبل ان يُضطر ادامز لكبحها. ومع وعد السيد ووس بعدم التعدي مرة أخرى، تسمح له السيدة ببيانه السلام على حساب «تحمل تذكيره لهذه التجاوزات بهدوء واقتناع، كنوع من التكفير عن الذنوب، مرة أو مرتين في اليوم، مدى حياته»  (I, xviii)

### الكتاب الثاني
خلال إقامة آدامز في النزل، سخر بائع كتب مسافر وقسيس آخر من آمال آدامز حول خطبه التي كتبها.ورغم ذلك، ظل آدامز مصرا على مواصلة رحلته إلى لندن حتى تبين له أن زوجته قررت أنه سيكون في حاجة إلى الملابس أكثر من حاجته إلى الخطب في رحلته، وأهملت حزم الخطب. ولذلك قرر الاثنان العودة إلى الكنيسة الإبرشية التابعة للقسيس؛ ليبحث جوزيف عن فاني، ويبحث آدامز عن خطبه.
امتطى جوزيف صهوة جواده ليلحق بآدامز، الذي وجد نفسه يتشارك العربة مع سيدة مجهولة والسيدة سليبسلوب، المعجبة بجوزيف والتي تعمل كخادمة عند السيدة بوبي. وعندما مروا بمنزل فتاة مراهقة تدعى «ليونورا» تذكرت تلك السيدة المجهولة قصة؛ وهكذا تبدأ واحدة من الحكايات الثلاث المتداخلة في الرواية وهي «تاريخ ليونورا»، أو«الهجر المشؤوم».و تستمر قصة ليونورا لعدد من الفصول؛ يتخللها أسئلة ومقاطعات من قبل الركاب الآخرون.
بعد توقف الركب في نزل، تخلى آدامز عن مقعده إلى جوزيف، ولأنه نسى حصانه؛ فيضطر للسير على قدميه. يجد آدامز نفسه متخطيا صديقه ببعض الوقت، فيستريح على جانب الطريق حيث انخرط في محادثة مع مسافر آخر لدرجة أنه لم يلحظ العربة عند مرورها. عندما حل الليل، وبينما كان آدامز والرجل الغريب يتحدثان عن الشجاعة والواجب، تدوي صرخة في الآجواء. منذ لحظات كان الغريب يشدو بفضائل الشجاعة والفروسية، أما الآن فإنه يختلق الأعذار ويهرب من مكان الحادث دون عودة. ومع ذلك، يهرع آدامز إلى مساعدة الفتاة وبعد صراع وهمي-ملحمي يصرع آدامز المهاجم ويفقده وعيه. وعلى الرغم من النوايا الحسنة لآدامز؛ فإنه هو والفتاة التي كشفت عن نفسها أنها ليست سوى فاني جودويل (بحثا عن جوزيف بعدالسماع بنبأ سرقته)، وجدا نفسيهما متهمين بالاعتداء والسرقة.
بعد بعض الجدال والمشاحنات الكوميدية أمام القاضي المحلي، تم إطلاق سراح الاثنان في نهاية المطاف وغادرا بعد فترة وجيزة من منتصف الليل بحثا عن جوزيف.و لم يكادا يسيران طويلا حتى أجبرتهم عاصفة على المكوث في نفس النزل الذي أختار جوزيف والسيدة سليبسلوب قضاء الليل فيه.اشتعلت غيرة السيدة سليبسلوب عندما اجتمع الحبيبين، وغادرت غاضبة. وعندما هم كلا من جوزيف وآدامز بالرحيل صباح اليوم التالي، عاق رحيلهما عدم قدرتهم على دفع الفاتورة.و عندما فشلت توسلات آدامز في الاقتراض من القسيس المحلي ورعاياه الأثرياء، وقع عبء إنقاذ الثلاثي على بائع متجول فقير أقرضهم آخر 6 جنيهات لديه.
توسلات الإحسان التي أجبر آدامز على القيام بها، بالإضافة إلى التعقيدات التي أحاطت بمكوثهم في الكنيسة، جعلته على اتصال بالعديد من الإقطاعيين المحليين من النبلاء والقساوسة. القطاع الأكبر من الجزء الأخير من الكتاب الثاني حافل بمناقشات حول الأدب، والدين، والفلسفة، والتجارة.

### الكتاب الثالث
غادر الثلاثة النزل ليلا، ولم يمر الكثير من الوقت حتى احتاجت فاني إلى الراحة. عندما خيم الصمت على ثلاثتهم، سمعوا أصواتا تقترب نحوهم متحدثة عن «قتل أيا ممن يقابلونهم»(III ، ii) ثم الفرار إلى منزل محلي. دعاهم السيد ويلسون، صاحب المنزل، إلى الداخل وأوضح ان عصابة القتلة-كما افترضوهم-ما هم إلا سارقي أغنام، عازمون على قتل الماشية وليس قتل آدامز وأصدقائه.و عنما هدأ الجمع، بدأ السيد ويلسون في سرد قصة حياته، تلك القصة التي تنطوى على تشابه ملحوظ مع حياة فيلدينغ الشاب نفسه.
توفى والد ويلسون وهو في سن السادسة عشرمن عمره تاركا له ثروة لا بأس بها. وعندما أصبح ويلسون سيدا لقراره، ترك المدرسة وسافر إلى لندن حيث سرعان ما كيف نفسه بلباسهم
وسلوكياتهم وسمعتهم ليبدو حسن المظهر للنساء ويسمي نفسه  «عاشقا».
وكانت حياة ويلسون في المدينة تعج بالنفاق والمباهاة: فهو يكتب رسائل حب لنفسه، ويحصل على ملابسه الفاخرة بالاقتراض من الائتمان، فهو لم يكتف بمشاهدة ما يحدث في لندن أمامه بل اهتم بوجوده داخل الحدث . وبالتالي أصبح مأزوما مالياً بعد الخضوع لتجربتين سيئتين مع النساء، ومثل فيلدنغ نفسه، يقع في شرك مجموعة من الربان، والمفكرين الأحرار والمقامرين. وعندما وجد نفسه غارقا في الديون، حول مساره إلى كاتب قصص وامتهن الصحافة لتخفيف عبئه المالي (مرة أخرى، يشبه كثيرا المؤلف نفسه).
وينفق ما تبقى من الميراث على ورقة يانصيب، ولكن دون دخل يعتمد عليه فيضطر إلى استبدالها للحصول على طعام. وأثناء وجوده في السجن بسبب الديون، يصله خبر فوز ورقته التي تخلى عنها من أجل الحصول قوت يومه بجائزة قدرها 3000 جنيه استرلينى . . لكن خيبة أمله لم تدم طويلاً، حيث تسمع ابنة الفائز عن محنته، وتدفع ديونه، وبعد فترة خطوبة قصيرة، توافق على أن تصبح زوجته.
وبعد ذلك  وجد ويلسون نفسه مقيدا تحت رحمة العديد من العلل الاجتماعية التي كان فيلدينغ قد كتب عنها في صحيفته حيث السوق الأدبية المتخمة بالاستغلال، ويانصيب الدولة ذات الطابع الاستغلالي، وذلك علاوة على القوانين الرجعية المثبطة التي تفرض عقوبة السجن على عدم الوفاء بديون صغيرة. فمن أجل ما يراه ويلسون من التأثير المفسد للثروة وحياة المدينة، قرر أن يرتحل مع زوجته في عزلة ريفية حيث آدامز وفاني وجوزيف وجدوهم. والشئ الوحيد الذي عكر هذا الصفو والذي يتحول إلى عنصر مهم في حبكة الرواية هو اختطاف ابنه الأكبر الذي حرم من رؤيته منذ وقوع الحادثة. ومن ثم يعد ويلسون ادمز بزيارته عندما يمر بالأبراشيت. وبعد معركة ملحمية وهمية ساخرة على الطريق، هذه المرة مع كلاب الصيد، ينتقل الثلاثة إلى منزل أحد ملاك الأرض المحليين حيث يبرز فيلدينغ علة اجتماعية معاصرة أخرى وذلك من خلال تعريض ادمز للإهانة الساخرة. ويغادر الثلاثة غاضبين إلى أقرب نزل ليتم سرق النصف الاخير من الجنيهات المتبقية معهم  في منزل مالك الأرض. وتتفاقم المأساة باتهام مالك الأرض لهم باختطاف فانى لاعتقالهم وابعادهم ليقوم هو بنفسه بخطف الفتاة نفسها. ولحسن الحظ، يتم انقاذها في الطريق على يد ستيوارد السيدة بوبي بيتر باونس ويسير الأربعة لإكمال ما تبقى من الرحلة متجهين نحوقاعة بوبي معا.

### الكتاب الرابع
وتتلون السيدة بوبي الغيور بمجموعة من المشاعر المتباينة كالغضب، والشفقة، والكراهية، والكبرياء والحب وذلك عند رؤية جوزيف يعود مرة أخرى إلى الأبرشية. وفي صباح اليوم التالي، يعلن موعد زفاف جوزيف وفاني، فتوجه السيدة غضبها إلى باراسون ادمز الذي بدوره يستضيف فاني في منزله. وعندما تجد السيدة نفسها عاجزة عن ايقاف الزواج أو حتى طردهم من الأبرشية، فتستعين بمساعدة المحامي سكوت الذي يلفق تهمة سرقة ضد جوزيف وفاني لمنع الزواج أو على الأقل تأجيله. 
وبعد ثلاثة أيام فشلت خطة السيدة بوبى بوصول ابن اخيها السيد بوبى وزوجته باميلا التي كانت مفاجأة غير متوقعة حيث انها شقيقة جوزيف . علم السيد بوبى بما اتخذه القضاء من حكم على جوزيف وفانى، وبدلاً من إصلاح الموقف فقد الزمهم بدفع الكفالة . نظراً لمعرفة السيد بوبى بكراهية اخته لجوزيف وفانى، عرض لم شمل جوزيف واخته وفانى واخذهم إلى إبراشيته وعائلته .
نصح آدامز جوزيف في حوار عن التعقل والقضاء والقدر بأن يخضع لإرادة الله ويتحكم في مشاعره حتى يواجه هذة المأساة العاطفية . تم إبلاغ آدامزان ابنه الصغير جاكى غرق وهذا كنوع من أنواع التضاد الحاد الذي يظهر دائماً في الشخصيات الاقل تميزاً لدى فيلدينغ . بعد انغماسه في حزنه لعدة دقائق تم إبلاغه بإن هذا الخبر غير صحيح وان ابنه تم إنقاذه عن طريق نفس البائع الجائل الذي قام بمساعدة آدامزلمالية في الكتاب الثانى . 
في آخر محاولة للسيدة بوبى لتخريب الزواج، احضرت عاشق إلى بيت آدامز يدعى ديدابر حتى يغوى فانى ولكنها لم تنجذب لمحاولاته الجريئة في مغازلتها . ولكنه كان جريئاً جسوراً مما دفع جوزيف لقتاله . السيدة بوبى والعاشق اصبحوا في حالة إشمئزاز في حين ان البائع الجائل عندما رأى السيدة بوبى قام بربطها بقصة في عقله . لقد تذكر انه قابل زوجته وهو في وقت الخدمة العسكرية حيث ماتت في عمر صغير، وهي على فراش الموت اخبرته انها سرقت طفلة جميلة من عائلة تسمى اندروس وقامت ببيعها للسيد توماس بوبى مما جعل هناك احتمالية ان تكون فانى شقيقة جوزيف . لقد صدموا ولكن كان هناك نوع من الطمأنينة بأن هذة الجريمة لم يتم ارتكابها .
جاء والدى جوزيف وباميلا في الصباح التالى مع البائع الجائل وآدامز فسألهم الجميع عن والدى فانى . لقد قال اندروس انها ابنتهم الضائعة ولكنه اضاف ان فانى عندما كانت رضيعة سرقت بالفعل من والديها ولكن الخاطفين تركوا طفل رضيع مريض وهو جوزيف . ولكن اتضح ان جوزيف ايضاً هو ابن ويلسن المخطوف فعندما وصل ويلسن ليزور آدامز كما وعده ، تعرف على جوزيف عن طريقوحمة على صدره . الآن والد جوزيف رجل له مكانته وفانى من عائلة بوبى ، جوزيف وفانى لاشك انهم اقرباء . لقد تزوجوا خلال يومين في احتفال متواضع وبسيط . بعدما وصل الراوى بالقصة إلى نهاية التعقيد ، أكد للقارئ ان ليس هناك عاقبة .
```
   
```